# Come What(ever) May
Come What(ever) May é o segundo álbum de estúdio da banda de hard rock norte-americana Stone Sour, lançado a 31 de Julho de 2006.
O disco vendeu 80 mil cópias na primeira semana de lançamento, e estreou no nº 4 da Billboard 200. Em 11 de Julho de 2007, tinha vendido 593 mil 607 cópias só nos Estados Unidos e 400 mil no resto do mundo.
| Críticas profissionais                                                      | Críticas profissionais |
| Avaliações da crítica                                                       | Avaliações da crítica  |
| Fonte                                                                       | Avaliação              |
| --------------------------------------------------------------------------- | ---------------------- |
| Kerrang!                                                                    | [carece de fontes?]    |
| Allmusic                                                                    | [ 3 ]                  |
| Vainquer                                                                    | (9.5/10)               |
| Esta tabela precisa de ser acompanhada por texto em prosa. Consulte o guia. |                        |

## Faixas
Todas as músicas por Shawn Economaki, Roy Mayorga, Josh Rand, James Root e Corey Taylor, exceto onde anotado
1. "30/30-150" – 4:18
2. "Come What(ever) May" – 3:39
3. "Hell & Consequences" – 3:33
4. "Sillyworld" – 4:08
5. "Made of Scars" – 3:23
6. "Reborn" – 3:13
7. "Your God" – 4:43
8. "Through Glass" – 4:43
9. "Socio" – 3:20
10. "1st Person" – 4:01
11. "Cardiff" – 4:42
12. "Zzyzx Rd." – 5:16

### Edição especial
1. "Suffer" - 3:51
2. "Fruitcake" - 4:01
3. "The Day I Let Go" - 5:07
4. "Freeze Dry Seal" - 2:45
5. "Wicked Game" (Cover acústico de Chris Isaak) - 4:28
6. "The Frozen" - 3:06
7. "Kill Everybody" - 3:26

## DVD
- "30/30-150"
- "Sillyworld"
- "Made of Scars"
- "Through Glass"
- "Zzyzx Rd." (Especial "10th Come What(ever) may").

## Créditos
- Corey Taylor - Vocal, guitarra
- James Root - Guitarra, bateria em "The Day I Let Go"
- Josh Rand - Guitarra rítmica
- Shawn Economaki - Baixo
- Roy Mayorga - Bateria